# Melzer See (Waren)
Der Melzer See oder auch Melzersee ist ein See am nordöstlichen Stadtrand von Waren (Müritz) im Landkreis Mecklenburgische Seenplatte in Mecklenburg-Vorpommern. Das Gewässer besitzt eine Größe von 12,9 Hektar und liegt auf 63 m ü. NHN. Die maximale Ausdehnung des Sees beträgt 670 Meter mal 260 Meter. Sein Wasser erhält er aus den Gräben des nahen Lehmkuhlenbruchs. Es fließt durch einen kurzen Graben weiter in den Tiefwarensee, von dem er nur durch eine schmale Landbrücke und eine kleine Straße getrennt ist. Die Lage zwischen beiden Seen war Anlass für die Namensgebung des Warener Ortsteils Werdersiedlung.
Während sich an seinem Südostufer Kleingärten erstrecken, grenzt der Melzer See im Nordwesten an Wiesen. Er liegt vollständig im Landschaftsschutzgebiet Torgelower See. Der See kann auf einem rund zwei Kilometer langen Wanderweg umrundet werden. Der Eiszeit-Lehrpfad entlang des Tiefwarensees führt ebenfalls am Melzer See vorbei.

## Nachweise
1. ↑  Geodatenviewer des Amtes für Geoinformation, Vermessungs- und Katasterwesen Mecklenburg-Vorpommern (Hinweise)